# FutureSex/LoveSounds
FutureSex/LoveSounds é o segundo álbum de estúdio do cantor e compositor norte-americano Justin Timberlake, lançado em 8 de setembro de 2006 através da Jive Records e Zomba. Após um hiato de composição de três anos, Timberlake concebeu o álbum em colaboração com os produtores Timbaland e Danja, primariamente no Thomas Crown Studios. Em comparação com o álbum de estreia de Timberlake, Justified (2002), FutureSex/LoveSounds foi influenciado por uma ampla gama de gêneros, incluindo techno, electro-funk, trance e rock. Apresenta reprises e interlúdios intercalados com as músicas completas do álbum.
FutureSex/LoveSounds recebeu avaliações positivas dos críticos musicais, que aclamaram suas várias influências e som eclético. O álbum produziu seis singles que obtiveram sucesso nas paradas, incluindo "SexyBack", "My Love" e "What Goes Around... Comes Around", que alcançaram o topo da Billboard Hot 100. Com "Summer Love", o álbum conquistou quatro canções número um na tabela Mainstream Top 40 dos Estados Unidos. Muitas publicações consideraram o disco um dos melhores da década de 2000. Além de ser incluído em inúmeras listas de melhores da década, o álbum recebeu várias indicações ao Grammy Awards, incluindo Álbum do Ano e Melhor Álbum Vocal de Pop, ao passo que seus quatro primeiro singles venceram em suas respectivas categorias. O álbum recebeu o certificado de multi-platina em vários países e vendeu mais de 10 milhões de cópias mundialmente, sendo quatro milhões nos Estados Unidos.
O álbum foi adicionado à biblioteca e arquivo musical do Rock and Roll Hall of Fame. Também é considerado pela crítica e fãs um dos melhores álbuns de Timberlake até os dias atuais. Para promover ainda mais o álbum, Timberlake embarcou em sua segunda turnê, intitulada FutureSex/LoveShow, que tornou-se uma das turnês de maior bilheteria de 2007.

## Antecedentes
Em novembro de 2002, Timberlake lançou seu álbum de estreia, Justified, que produziu os sucessos "Rock Your Body" e "Cry Me a River". "Cry Me a River", em particular, foi creditado por ter ajudado o álbum a vender e atingir o pico nas paradas musicais. Justified acabou vendendo quatro milhões de cópias somente nos Estados Unidos. Embora o álbum tenha estabelecido a carreira de Timberlake fora de seu então grupo *NSYNC, Timberlake (que tinha 22 anos na época), estava "em uma encruzilhada" e sentiu que estava no estágio de estar "esgotado" e pensou que havia perdido a voz “por saber o que (e como) ele queria cantar”. Timberlake afirmou que Justified levou anos para ser feito, e um disco que recriasse seu sucesso seria um desafio que ele não estava pronto para enfrentar.
Nos anos seguintes, Timberlake ficou parcialmente ocioso na indústria musical. O fato de ele estar "esgotado" fez com que ele tentasse atuar em filmes. Em outubro de 2003, ele apresentou e foi o músico convidado no programa de variedades noturno Saturday Night Live, onde mostrou seu potencial de atuação. Ele também fez dupla com o ator americano Jimmy Fallon no The Barry Gibb Talk Show. Após o show, Timberlake teria sido "inundado" com ofertas de atuação, que ele aceitou prontamente em parte porque precisava de inspiração e não queria deixar passar as oportunidades. Antes de retornar à música, Timberlake fez quatro filmes; incluindo Edison Force (2005) e Alpha Dog (2006). Timberlake optou por não prosseguir com o reencontro com *NSYNC, que ele considerou após Justified. Segundo ele, estava preocupado em como eles iriam reinventar sua música. No final de 2004, Timberlake contatou os produtores musicais Rich Harrison e Rodney Jerkins, que produziram músicas para *NSYNC. Ambos os produtores ficaram "impressionados" com os shows noturnos conduzidos pela banda ao vivo dos quais Timberlake participou e queriam incorporar isso em sua música.

## Lista de faixas
Todas as canções foram escritas e produzidas por Justin Timberlake, Timothy "Timbaland" Mosley e Nate "Danja" Hills, exceto onde indicado.
| FutureSex/LoveSounds – Edição padrão |                                                     |                                                        |                |         |  |
| N.º                                  | Título                                              | Compositor(es)                                         | Produtor(es)   | Duração |  |
| 1.                                   | "FutureSex/LoveSound"                               |                                                        |                | 4:01    |  |
| 2.                                   | "SexyBack" (part. de Timbaland)                     |                                                        |                | 4:02    |  |
| 3.                                   | "Sexy Ladies / Let Me Talk to You (Prelude)"        |                                                        |                | 5:32    |  |
| 4.                                   | "My Love" (part. de T.I.)                           | Timberlake Mosley Hills Clifford Joseph Harris         |                | 4:36    |  |
| 5.                                   | "LoveStoned / I Think She Knows (Interlude)"        |                                                        |                | 7:24    |  |
| 6.                                   | "What Goes Around... / ...Comes Around (Interlude)" |                                                        |                | 7:28    |  |
| 7.                                   | "Chop Me Up" (part. de Timbaland e Three 6 Mafia)   | Timberlake Mosley Hills Jordan Houston Paul Beauregard |                | 5:04    |  |
| 8.                                   | "Damn Girl" (part. de will.i.am)                    | Timberlake Will Adams J. C. Davis                      | Jawbreakers    | 5:12    |  |
| 9.                                   | "Summer Love / Set the Mood (Prelude)"              |                                                        |                | 6:24    |  |
| 10.                                  | "Until the End of Time"                             |                                                        |                | 5:22    |  |
| 11.                                  | "Losing My Way"                                     |                                                        |                | 5:22    |  |
| 12.                                  | "(Another Song) All Over Again"                     | Timberlake Matt Morris                                 | Rick Rubin     | 5:45    |  |
| Duração total:                       | Duração total:                                      | Duração total:                                         | Duração total: | 66:12   |  |

| FutureSex/LoveSounds – Edição em vinil e para download digital |                                                          |                                            |                |         |  |
| N.º                                                            | Título                                                   | Compositor(es)                             | Produtor(es)   | Duração |  |
| 1.                                                             | "FutureSex/LoveSound"                                    |                                            |                | 4:01    |  |
| 2.                                                             | "SexyBack" (part. de Timbaland)                          |                                            |                | 4:02    |  |
| 3.                                                             | "Sexy Ladies"                                            |                                            |                | 3:58    |  |
| 4.                                                             | "Let Me Talk to You (Prelude) / My Love" (part. de T.I.) | Timberlake Mosley Hills Harris             |                | 6:10    |  |
| 5.                                                             | "LoveStoned / I Think She Knows (Interlude)"             |                                            |                | 7:24    |  |
| 6.                                                             | "What Goes Around... / ...Comes Around (Interlude)"      |                                            |                | 7:28    |  |
| 7.                                                             | "Chop Me Up" (part. de Timbaland e Three 6 Mafia)        | Timberlake Mosley Hills Houston Beauregard |                | 5:04    |  |
| 8.                                                             | "Damn Girl" (part. de will.i.am)                         | Timberlake Adams Davis                     | Jawbreakers    | 5:12    |  |
| 9.                                                             | "Summer Love"                                            |                                            |                | 4:12    |  |
| 10.                                                            | "Set the Mood (Prelude) / Until the End of Time"         |                                            |                | 7:33    |  |
| 11.                                                            | "Losing My Way"                                          |                                            |                | 5:22    |  |
| 12.                                                            | "(Another Song) All Over Again"                          | Timberlake Morris                          | Rubin          | 5:45    |  |
| Duração total:                                                 | Duração total:                                           | Duração total:                             | Duração total: | 66:12   |  |

| FutureSex/LoveSounds – Edição britânica, japonesa e exclusiva do Best Buy (faixa bônus) |                              |                                             |                |         |  |
| N.º                                                                                     | Título                       | Compositor(es)                              | Produtor(es)   | Duração |  |
| 13.                                                                                     | "Pose" (part. de Snoop Dogg) | Timberlake Adams Calvin Broadus Caleb Speir | Jawbreakers    | 4:46    |  |
| Duração total:                                                                          | Duração total:               | Duração total:                              | Duração total: | 70:59   |  |

| FutureSex/LoveSounds – Edição da iTunes Store (faixa bônus da pré-venda) |                      |                               |                |         |  |
| N.º                                                                      | Título               | Compositor(es)                | Produtor(es)   | Duração |  |
| 13.                                                                      | "Boutique in Heaven" | Timberlake Adams Mike Shapiro | Jawbreakers    | 4:08    |  |
| Duração total:                                                           | Duração total:       | Duração total:                | Duração total: | 70:20   |  |

| FutureSex/LoveSounds – Edição deluxe (faixas bônus) |                                                                         |                                         |                                                                    |         |  |
| N.º                                                 | Título                                                                  | Compositor(es)                          | Produtor(es)                                                       | Duração |  |
| 13.                                                 | "Until the End of Time" (part. de Beyoncé)                              |                                         |                                                                    | 5:22    |  |
| 14.                                                 | "SexyBack" (DJ Wayne Williams Ol' Skool Remix) (part. de Missy Elliott) | Timberlake Mosley Hills Melissa Elliott | Timbaland Timberlake Hills Larry "Rock" Campbell DJ Wayne Williams | 4:16    |  |
| 15.                                                 | "Sexy Ladies" (part. de 50 Cent)                                        | Timberlake Mosley Hills Curtis Jackson  |                                                                    | 3:50    |  |
| Duração total:                                      | Duração total:                                                          | Duração total:                          | Duração total:                                                     | 79:40   |  |

| FutureSex/LoveSounds – Edição deluxe (DVD bônus) |                                                                                            |         |  |
| N.º                                              | Título                                                                                     | Duração |  |
| 1.                                               | "SexyBack" (bastidores)                                                                    | 14:55   |  |
| 2.                                               | "Entrevista com Michael Haussman" (diretor de "Sexy Back")                                 | 2:06    |  |
| 3.                                               | "SexyBack" (videoclipe)                                                                    | 4:27    |  |
| 4.                                               | "Entrevista com Paul Hunter" (diretor de "My Love")                                        | 2:13    |  |
| 5.                                               | "My Love" (videoclipe)                                                                     | 6:11    |  |
| 6.                                               | "What Goes Around... Comes Around" (bastidores)                                            | 4:16    |  |
| 7.                                               | "What Goes Around... Comes Around" (videoclipe)                                            | 9:25    |  |
| 8.                                               | "Entrevista com Robert Hales" (diretor de LoveStoned / I Think She Knows)                  | 2:02    |  |
| 9.                                               | "LoveStoned / I Think She Knows" (videoclipe)                                              | 5:29    |  |
| 10.                                              | "LoveStoned / I Think She Knows" (ao vivo do Concert Prive, Paris)                         | 7:43    |  |
| 11.                                              | "My Love" (ao vivo do Parkinson UK TV)                                                     | 4:12    |  |
| 12.                                              | "SexyBack / My Love / LoveStoned / I Think She Knows" (ao vivo do MTV Europe Music Awards) | 5:20    |  |
| 13.                                              | "My Love / SexyBack" (ao vivo do MTV Video Music Awards)                                   | 5:37    |  |
| Duração total:                                   | Duração total:                                                                             | 73:56   |  |

## Indicações ao Grammy
O álbum recebeu um total de sete indicações ao Grammy (ganhando quatro no total), quatro delas na 49ª edição do Grammy:
- Album of the Year (Álbum do Ano)
- Pop Vocal Album (Álbum Pop)
- Best Dance Recording (Melhor Gravação Dance) (para "SexyBack") — vencido
- Best Rap/Sung Collaboration (Melhor colaboração Rap/Sung) (para "My Love" featuring T.I.) — vencido

E três na 50ª edição do Grammy:
- Record of the Year (Gravação do Ano) (para "What Goes Around.../...Comes Around")
- Best Male Pop Vocal Performance (Melhor Vocal Pop Masculino) (para "What Goes Around.../...Comes Around") — vencido
- Best Dance Recording (Melhor Gravação Dance) (para "LoveStoned") — vencido